# Rose Friedman
Rose Director Friedman (diciembre de 1910 -18 de agosto de 2009), también conocida como Rose D. Friedman y Rose Director, fue una profesora de la  Universidad de Chicago. 
Estaba casada con  Milton Friedman (1912–2006), que ganó el Premio en Ciencias Económicas en memoria de Alfred Nobel en 1976, y era hermana de Aaron Director (1901–2004). Se cree que nació la última semana de diciembre de 1910, sin embargo, los registros de su nacimiento se perdieron. Nació en Staryi Chortoryisk, actualmente Ucrania, en una familia importante de residentes judíos. 
Rose Friedman estudió en el Reed College y más tarde se trasladó a la Universidad de Chicago, donde obtuvo la Licienciatura en Filosofía. Después empezó a estudiar un doctorado en economía en la Universidad de Chicago. Completó los estudios, excepto la tesis. En su juventud, escribió artículos con Dorothy Brady para justificar el Keynesianismo. En el 1986 recibió un diploma honorario de la Universidad de Pepperdine. 
Con su marido, ella coescribió dos libros sobre economía y política, Free to Choose y Tyranny of the Status Quo.
También escribieron sus memorias, Milton and Rose D. Friedman, Two Lucky People, que fueron publicadas en 1998. 
Juntos fundaron Milton and Rose D. Friedman Foundation, una fundación con el objetivo de promover el uso del cheque escolar y la libertad a la hora de elección de los estudios. Y ayudó a su marido a escribir el libro Capitalism and Freedom, un libro filosófico y político publicado en 1962. 
Rose fue coautora de la producción de la serie de televisión Libre para elegir para la Public Broadcasting Service (PBS). En 1981, TVE2 emitió en España la serie traducida al español, causando un escándalo en todo el país.
Cuando su marido recibió la medalla de la libertad en 1988, el presidente de Estados Unidos George H. W. Bush dijo que Rose era la única persona en este mundo que había salido victoriosa de una discusión con Milton. Los Friedman tienen dos hijos, Janet y David